# شتفان أندريس
شتفان باول أندريس (26 يونيو 1906-29 يونيو 1970) (بالألمانية: Stefan Andres) روائي ألماني كانت لمؤلفاته شهرة واسعة خاصة في فترة ما بعد الحرب العالمية الثانية.

## وصلات خارجية
- شتفان أندريس على موقع IMDb (الإنجليزية)
- شتفان أندريس على موقع مونزينجر (الألمانية)
- شتفان أندريس على موقع ميوزك برينز (الإنجليزية)

- شتفان أندريس، على كومنز.